# Anytime Anywhere (miletの曲)
「Anytime Anywhere」（エニタイム・エニウェア）は、日本のシンガーソングライター、miletの11枚目のシングルである。2024年1月31日にエスエムイーレコーズより発売された。

## 概要
表題曲は『週刊少年サンデー』連載の同名の漫画を原作とするテレビアニメ『葬送のフリーレン』のエンディングテーマとして起用され、2クールにわたって使用された。作詞はmilet、作曲はmilet、シンガーソングライターの野村陽一郎、作曲家の中村泰輔、編曲はアニメの劇伴を手がけている作曲家エバン・コール。カップリング曲は「bliss」「Higher」「Wings」の3曲が収録されており、「bliss」は『葬送のフリーレン』初回特別EDテーマ、「Higher」は日産自動車創立90周年記念CMのCMソング、「Wings」は出光興産のCM「四季」篇および「TSUMUGU」篇のCMソングに使用された。
販売形態は初回生産限定盤、通常盤、期間生産限定盤（アニメ盤）の3仕様があり、期間生産限定盤のみ「Anytime Anywhere」と「bliss」、および「Anytime Anywhere」の1クール目のテレビサイズバージョンと2クール目のテレビサイズバージョン、「bliss」のテレビサイズバージョンが収録されている。またBDの映像特典として、初回生産限定盤に各収録曲のMVが収録されている。また期間生産限定盤に「Anytime Anywhere」×『葬送のフリーレン』スペシャル・ミュージック・ビデオ、1クールノンクレジットエンディングムービー、2クールノンクレジットエンディングムービー、初回特別エンディングノンクレジットムービーが収録されている。

## 楽曲解説

### 「Anytime Anywhere」
「Anytime Anywhere」は『葬送のフリーレン』のエンディングテーマとして起用された。タイトルは「いつでも、どこでも」という意味。大切な人が亡くなっても心の中にその人がいたなら、たとえ時が流れても会うことが出来るという思いが込められており、miletは長い時間を生きるフリーレンを「いつでも、どこでも」包み込んで見守る風のような温かい曲にしたい、という想いで楽曲を書いた。
miletは『葬送のフリーレン』が大好きな作品であったので、主題歌の話が来たときはすごく嬉しかったという。『葬送のフリーレン』の魅力についても、「人の心」を理解したいと思っているフリーレンの旅を見つめることで、「自分ならどうするだろうか？」と問いかけるものがたくさんある。それでいてメッセージを提示し過ぎることがなく、読み手にゆだねる優しさや自由さのある点が素晴らしいと述べている。
miletは主題歌の制作にあたって、この作品をより深く理解するために視点を変えながら何度も読み返している。miletは音楽ライターの北野創から受けたインタビューの中で、基本的に制作の際に念頭に置いていたものは、フリーレンが旅で見た風景や大切な人との別れについてであったが、単純にフリーレンの視点だけでなく、彼女の周囲を取り巻く人物たち、特にフェルンを意識しながら書いたと話している。miletはフェルンとフリーレンとの間には心の中にヒンメルやフランメ、あるいはハイターといった存在が今も残り続け、現在の2人を形作っているという共通点があり、亡くなった人の分まで生きることがこの作品のテーマの1つだと感じていた。そのため歌詞はヒンメルのフリーレンに対する視点などの様々な視点を絡み合わせながら、どの登場人物も潜在的に持っている心情を歌うことが出来るように書いている。
ほかに歌詞でこだわった点として、フリーレンがヒンメルの葬儀で「涙」を流し、もっと人の気持ちを知りたいと感じたことが新しい旅のきっかけになっていることに注目し、「その涙だって大丈夫、きっと夜が明けるよ」という歌詞を最後に配置した。
エバン・コールがmiletの楽曲に関わったのは今回が初めてである。miletは京都アニメーション制作のアニメ『ヴァイオレット・エヴァーガーデン』の劇伴でエバンを知り、異国情緒を醸しながらも抒情的で、しかも心情描写も汲み取った音楽を制作していることに感動したという。そのため、エバンと仕事することを光栄に思い、また絶対に良い曲になるという安心感もあったと話している。miletがエバンに送ったデモは編曲の邪魔をしないよう、あえて歌、アコースティックギター、大まかなリズムのみ、というシンプルなものであった。これをエバンはアレンジの第1稿で、コードからギターストロークの拍の取り方まで、あらゆる点に変更を加えた。また、デモではマイナーコードを多用した少し暗い印象の曲であったが、エバンはこの点も変更した。その結果、miletが表現したかったフリーレンを包み込む風のような温かさや、俯瞰的な視点から時の流れを見たいというmiletの心情にマッチする楽曲になった。さらに管楽器の高い音で鳥の羽ばたきのような雰囲気を醸し出すなど、祝福するような音作りをしており、miletはエバンのおかげで命が繋がっていく喜びや、もっと生きたいと思えるような感情に焦点を当てた楽曲になったと話している。
MVおよびアニメのノンクレジットエンディング映像はいずれもYouTubeで2023年10月6日に公開された。また12月8日に「Anytime Anywhere」×『葬送のフリーレン』スペシャル・ミュージック・ビデオが公開された。

### 「bliss」
「bliss」は、2023年9月29日に「金曜ロードショー」で放送された、『葬送のフリーレン』初回2時間スペシャルの特別エンディングテーマ。タイトルは「至福」や「祝福」などの意味。大らかに包み込むような歌詞と、ケルト音楽やオーケストレーション的な要素を持つ壮大なメロディが特徴で、古くから歌い継がれてきた伝承歌のような、悠久の時の流れや普遍性を感じさせる楽曲である。
作詞はmilet、作曲・編曲はエバン・コールが手掛けた。miletはアニメの制作サイドからエバン作曲による特別EDテーマの制作を依頼され、「Anytime Anywhere」と同時進行で制作した。作詞を開始した段階ですでにエバンが作曲したメロディが完成しており、miletはそれを聴きながら歌詞を書いた。通常、miletは作詞と作曲を並行して行い、特に感情的な部分はメロディに乗せて作ってきたため、こうした作詞方法は初めてのことであったという。メロディが表現している感情や方向性を読み解いて再構築し、そこに言葉を乗せていく作業はやりがいがあったと述べている。歌詞については、制作サイドから「はるか昔からフリーレンの世界で歌い継がれてきたような曲」という注文を受けていた。そこで悠久の時を超えて存在しながらも人々が共感でき、普遍性や象徴性を備えた「自然」の視点から歌詞を書いた。
miletは作詞の際も普遍性のある言葉を使うことを心掛け、原作の印象的なエピソードで登場する「花」をテーマに作詞した。miletはインタビューの中で、花の美しさは刹那的ではあるが、たとえ枯れたとしても人の心に残ると話したうえで、タイトルに「至福」や「祝福」といった意味があることに触れ、「（死者を）見送ることは悲しいばかりではなく、次に繋げるための行為であるということを、波のように大きくうねるようなメロディに乗せて歌うことで、より大きく表現することができたと思う」と話している。また、この楽曲を通して死の悲しさに捕らわれるよりも、自分の中にその人がいることが希望になっていくことを感じてほしいとも話している。
北野は、生と死が繰り返されることで変化し続ける世界そのものを見守るような大きなスケール感があり、希望や喜びが直接伝わってくる「Anytime Anywhere」に対し、「bliss」はそれとはまた異なる生命力の響きを感じる楽曲と評している。
2023年11月17日に特別エンディングアニメーションのノンクレジットバージョンが公開されている。

### 「Higher」
「Higher」は作曲家Ryosuke“Dr.R”Sakaiとのコライトによって制作されたダンスチューン。日産自動車が創立90周年記念に制作した特別CM「技術の日産90周年」篇に使用され、2023年12月26日より全国でオンエアされた。歌詞には挑戦し続ける姿勢や強気な気持ちが込められている。
90年代ポップスを感じさせる楽曲で、ビートを効かせつつも、ベースラインの格好良さと、リズムを重視したボーカルが印象的。マドンナの楽曲「ジャンプ」（Jump）に触発されているほか、マイケル・ジャクソンの曲を聴きながら制作し、歌う際も少しマイケルらしさが出るよう心掛けた。
生のオーケストラの音を取り入れた「Anytime Anywhere」や「bliss」と比べ、「Higher」のベースはより人工的で、実際の演奏の難易度が高いものになっている。miletはライブの雰囲気を変えることができるような迫力ある曲にしたかったので、ステージの照明やバンドの配置を思い描きながら制作したと話している。

### 「Wings」
「Wings」はゆったりとしたメロディが印象的なミディアムバラード。出光興産のCM、「四季」篇および「TSUMUGU」篇のCMソングに使用され、2023年11月10日より全国でオンエアされた。
もともとはmiletのお気に入りの楽曲で、その原型は約3年前に出来上がっており、CMソングの話がきたことにより、歌詞やメロディに修正を加えて完成した。テーマは現代社会の課題であるサステナブルや循環性だが、自身の内面も表現した歌にしたかったと話している。
歌詞には挫折に負けることなく挑戦するという強い意志が込められている。miletは停滞している状態を肯定的に捉えており、前に進もうともがいている証拠であると言い聞かせるような歌詞がファンの経験とも重なったらいいな、と述べている。

## 収録曲

### 初回生産限定盤・通常版
| #         | タイトル                                                       | 作詞                      | 作曲                        | 編曲               | 時間  |
| --------- | -------------------------------------------------------------- | ------------------------- | --------------------------- | ------------------ | ----- |
| 1.        | 「Anytime Anywhere」(テレビアニメ『葬送のフリーレン』EDテーマ) | milet                     | milet、野村陽一郎、中村泰輔 | Evan Call          | 3:50  |
| 2.        | 「bliss」(テレビアニメ『葬送のフリーレン』初回特別EDテーマ)    | milet                     | Evan Call                   | Evan Call          | 4:19  |
| 3.        | 「Higher」(日産自動車創立90周年記念CMソング)                   | milet、Ryosuke“Dr.R”Sakai | milet、Ryosuke“Dr.R”Sakai   | Ryosuke“Dr.R”Sakai | 3:43  |
| 4.        | 「Wings」(出光興産CMソング)                                    | milet、Ryosuke“Dr.R”Sakai | milet、Ryosuke“Dr.R”Sakai   | Ryosuke“Dr.R”Sakai | 3:40  |
| 合計時間: | 合計時間:                                                      | 合計時間:                 | 合計時間:                   | 合計時間:          | 15:32 |

| #  | タイトル                          | 作詞 | 作曲・編曲 |
| -- | --------------------------------- | ---- | ---------- |
| 1. | 「Anytime Anywhere」(Music Video) |      |            |
| 2. | 「bliss」(Music Video)            |      |            |
| 3. | 「Higher」(Music Video)           |      |            |
| 4. | 「Wings」(Music Video)            |      |            |

### 期間生産限定盤
| #         | タイトル                                                       | 作詞  | 作曲・編曲 | 時間 |
| --------- | -------------------------------------------------------------- | ----- | ---------- | ---- |
| 1.        | 「Anytime Anywhere」(テレビアニメ『葬送のフリーレン』EDテーマ) |       |            | 3:50 |
| 2.        | 「bliss」(テレビアニメ『葬送のフリーレン』初回特別EDテーマ)    |       |            | 4:19 |
| 3.        | 「Anytime Anywhere」(TVサイズ 1stクール)                       |       |            | 1:32 |
| 4.        | 「Anytime Anywhere」(TVサイズ2ndクール)                        |       |            | 1:32 |
| 5.        | 「bliss」(TVサイズ)                                            |       |            | 1:30 |
| 合計時間: | 合計時間:                                                      | 12:43 |            |      |

| #  | タイトル                                                                        | 作詞 | 作曲・編曲 |
| -- | ------------------------------------------------------------------------------- | ---- | ---------- |
| 1. | 「「Anytime Anywhere」×『葬送のフリーレン』Special Music Video」                |      |            |
| 2. | 「『葬送のフリーレン』1stクールノンクレジットエンディングムービー」             |      |            |
| 3. | 「『葬送のフリーレン』2ndクールノンクレジットエンディングムービー」             |      |            |
| 4. | 「『葬送のフリーレン』特別エンディングノンクレジットムービー(楽曲：「bliss」)」 |      |            |